# Cassie Gaines
Cassie Gaines (ur. 9 stycznia 1948 w Seneca, zm. 20 października 1977 w Gillsburgu) – amerykańska piosenkarka, współzałożycielka tria wokalnego The Honkettes, znana ze współpracy z zespołem southernrockowym Lynyrd Skynyrd.

## Życiorys
Została zaproszona przez JoJo Billingsley i Ronniego Van Zanta do współpracy z zespołem Lynyrd Skynyrd jako wokalistka wspierająca. Wcześniej nie słyszała o istnieniu zespołu, więc Billingsley pożyczyła jej kopie dwóch pierwszych albumów zespołu ((Pronounced ’Lĕh-’nérd ’Skin-’nérd) oraz Second Helping) celem zapoznania się z ich repertuarem, a pod koniec 1975 wspólnie z Leslie Hawkins utworzyły w trójkę żeńskie wokalne trio gospel The Honkettes. Wkrótce potem do Lynyrd Skynyrd dołączył także jej brat, Steve Gaines.
Zginęła 20 października 1977 w wypadku samolotu pasażerskiego Convair CV-240 przewożącego zespół między koncertami z Greenville do Baton Rouge. Samolot rozbił się pod Gillsburgiem w stanie Mississippi. W katastrofie, prócz wokalistki i jej brata, zginęli także Ronnie Van Zant, zastępca kierownika transportu Dean Kilpatrick oraz piloci Walter McCreary i William Gray. Wokalistka początkowo odmówiła wejścia na pokład samolotu z uwagi na awarię jednego z silników poprzedniego dnia, jednak została przekonana przez pozostałych członków załogi. Wraz z bratem została pochowana w Orange Park na Florydzie.